# ヘロニモ・デ・アギラール
ヘロニモ・デ・アギラール（Gerónimo de Aguilar, 1489年 - 1531年?）は、セビリア出身のフランシスコ会の修道士。1519年のスペインのメキシコ征服に参加した。
1511年、アギラールはフアン・デ・バルディビアに随行し、パナマからキャラベル船に乗ってサントドミンゴに向かった。しかし、悪天候のためにユカタン半島付近で船は難破した。15人の生存者の乗った救命ボートは強い潮流に流され、ユカタン半島の海岸（現代のキンタナ・ロー州）に漂着した。
アギラールたちは地元のマヤ族によって捕らえられてマヤ神への生贄にされるところだったが、アギラールとゴンサーロ・ゲレーロは何とか逃げ延びた。アギラールはその後8年間奴隷としてマヤ族と共に生活し、マヤ語を覚えた。一方、ゲレーロはチェトゥマルのカシケ（首長）のナチャン・カンに指揮官として仕え、身分の高いマヤ族の女性と結婚し3子をもうけた。この子どもたちは、メキシコにおける最初のメスティーソであったと考えられる。
1519年、アギラールはスペインの船団に合流し、エルナン・コルテスのメキシコ征服に参加した。スペイン語とマヤ語を話せるアギラールは、マヤ語とナワトル語を話せるマリンチェとともにコルテスの通訳として活動した。後にマリンチェがスペイン語を覚えるまで、アギラールの通訳としての活動は続いた。